# Eppenstein (plaats)
Eppenstein is een plaats en voormalige gemeente in de Oostenrijkse deelstaat Stiermarken.

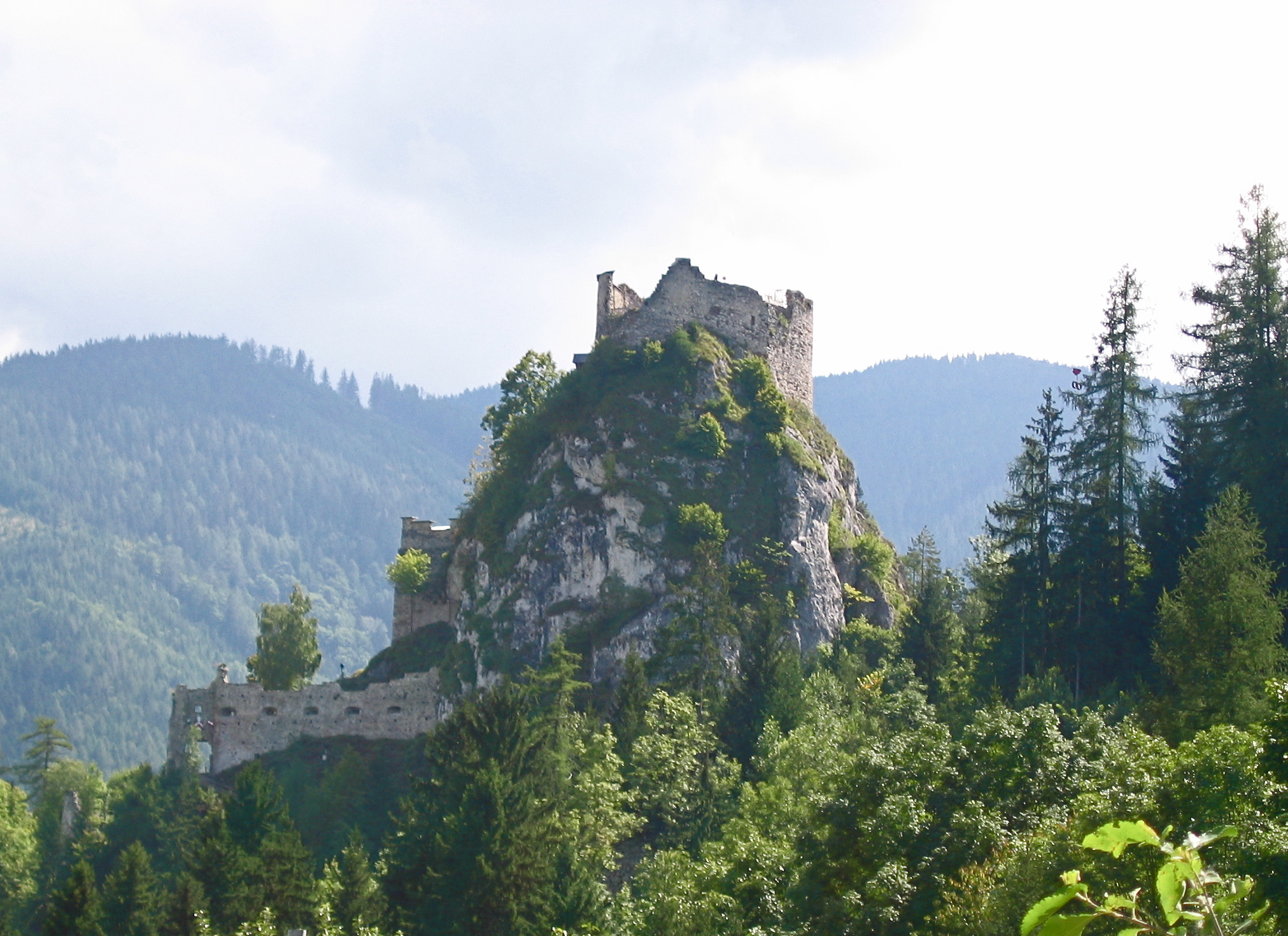
De ruïne van het slot Eppenstein

Eppenstein telt 1364 inwoners.

## Geschiedenis
Eppenstein maakte deel uit van het district Judenburg tot dit op 1 januari fuseerde met het district Knittelfeld tot het huidige district Murtal. Op diezelfde dag werd Eppenstein opgenomen in de gemeente Weißkirchen in Steiermark.
- Gemeinsame Normdatei: 7693447-0
- Virtual International Authority File: 241058915